# 曼皮庫尼區
16°11′S 47°42′E / 16.183°S 47.700°E

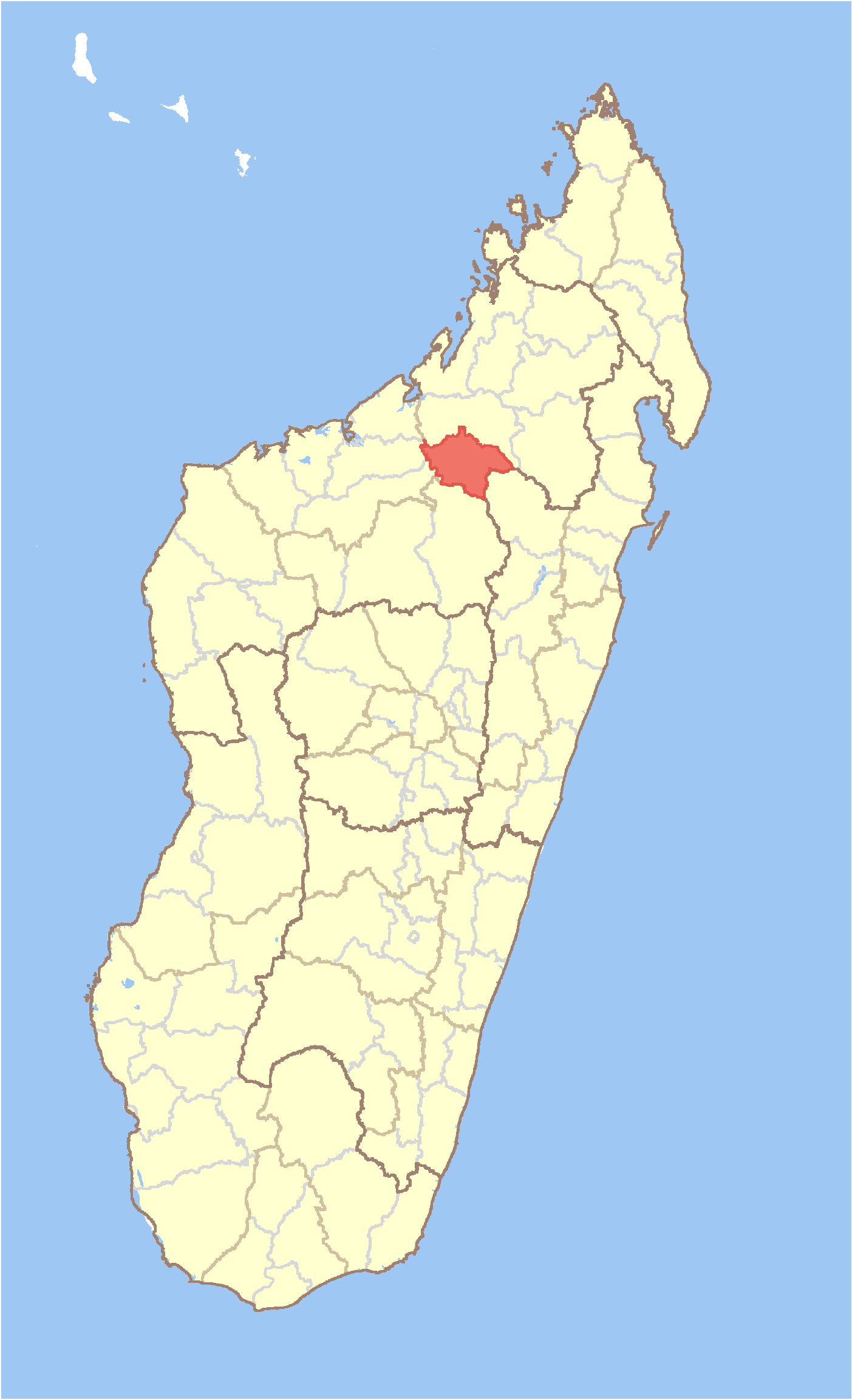

曼皮庫尼區，是馬達加斯加的行政區，位於該國西北部，由索非亞區負責管轄，首府設於曼皮庫尼，面積4,611平方公里，2011年人口126,746，人口密度每平方公里27人。